# Suba (Jerusalén)
Suba (en árabe: صوبا) era un pueblo árabe palestino situado a 10 km al oeste de Jerusalén, que fue despoblado y destruido en la guerra de 1948. El yacimiento arqueológico del pueblo se encuentra en la cima de una colina cónica llamada Tel Tzova (en hebreo: תל צובה) Jabal Suba, con una elevación de 769 metros sobre el mar nivel. Fue construida sobre las ruinas de un castillo de los cruzados.